# Grete Sultan
Grete Sultan (née Johanna Margarete Sultan ; Berlin, 21 juin 1906 – 26 juin 2005) est une pianiste américaine d'origine allemande.

## Biographie
Née à Berlin dans une famille musicale Juive d'un industriel berlinois fabricant d'alcool, Adolf Sultan, et de Coba Sultan, née Lewino, issue d'une famille de mélomanes de Rhénanie, elle étudie le piano dès son plus jeune âge avec le pianiste américain Richard Buhlig et, plus tard, vers ses quinze ans, avec Leonid Kreutzer, puis en cours privés avec Edwin Fischer, jouant avec lui en concert et Katja Andy. En 1933, après l'arrivée des nazis au pouvoir en Allemagne, elle est, comme tous les Juifs, interdite de jouer en public, ne pouvant apparaître que dans le cadre des concerts de la « Jüdischer Kulturbund » (Association de la culture Juive).
En mai 1941, avec l'aide de Richard Buhlig, Grete Sultan fuit l'Allemagne, via Lisbonne, et émigre aux États-Unis. Elle s'installe à New York et reprend l'enseignement du piano, d'abord au Vassar College et au 92nd Street Young Men's and Young Women's Hebrew Association, puis à The Masters School à Dobbs Ferry, New York. Dans le milieu des années 1940, elle rencontre le compositeur John Cage et ils deviennent bons amis. C'est grâce à Grete Sultan que Cage rencontre l'un de ses élèves, Christian Wolff, qui a donné la Cage de son premier exemplaire du Yi King — un livre qui a façonné les méthodes de composition de Cage au cours des décennies suivantes.[à vérifier]
Cage a composé deux pièces dédiées à Grete Sultan. La première est une partie de sa série Music for Piano : Music for Piano 53–68. En 1974, lorsque Sultan était en train d'apprendre Music of Changes de Cage, le compositeur lui a offert d'écrire quelques musiques nouvelles pour elle. Le résultat a été un monumental cycle pour piano, Études Australes. Sultan fait le premier enregistrement de l'œuvre, qu'elle a jouée au concert dans le monde entier. Elle a également interprété la musique d'Alan Hovhaness et de Tui Saint-George Tucker, mais des compositeurs contemporains n'étaient pas ses seuls intérêts : dans les années 1940, elle a contribué à populariser les Variations Goldberg de Bach et ses programmes de concert incluaient des œuvres de Beethoven, Chopin et Schubert jusqu'à Stravinsky, Earle Brown et Morton Feldman.
Grete Sultan donne son dernier récital en 1996, à l'âge de 90 ans, au Merkin Concert Hall de New York, avec l'exécution des Variations Goldberg. Elle est morte dans un hôpital de Manhattan, cinq jours après son 99e anniversaire. Au printemps 2012, Schott Musique, en Allemagne, a publié la première biographie sur Grete Sultan, intitulée "Rebellische Pianistin. Das Leben der Grete Sultan zwischen Berlin et New York", écrite par l'auteur Moritz von Bredow, basé à Hambourg.

## Discographie
- John Cage, Études Australes (1978–82, Wergo WER 60152/55) (OCLC 459064546)
- "Grete Sultan - L'héritage, vol. 1" : Bach (Variations Goldberg), Debussy, Schoenberg et Cage (1959-1990, Concord 42030) (OCLC 51542533)
- "Grete Sultan - L'héritage, vol. 2" : Beethoven (Variations Diabelli), Copland, Wolpe, Hovhaness, Cage (1969-fin des années 1980, Labor Records 7038-2) (OCLC 60188428)
- Grete Sultan - Piano Saisons : 1-Bach; 2-Beethoven; 3-Schubert ; Schumann ; 4-Schönberg, Copland, Weber, Wolpe, Hovhaness, Cage, Ichiyanagi (4CD Wergo WER 40432) (OCLC 858904829)